# Лерминье, Эжен
Жан Луи Эжен Лерминье (фр. Jean Louis Eugène Lerminier; 29 марта 1803, Париж — 25 августа 1857, Париж) — французский юрист, журналист, публицист, историк, педагог.

## Биография
Юрист и историк права, с 1828 года сотрудничал с либеральной газетой «Le Globe» и журналом «Revue des Deux Mondes». Лерминье был близок к сенсимонистам, членом общества «Aide toi et le ciel t’aidera» («Помогай себе, и Бог тебе поможет»).
В 1828 г., по примеру Кузена и Гизо, открыл публичный курс философии и истории права. Блестящий лекторский талант, новизна точки зрения, либеральные политически воззрения привлекли к нему массу восторженных слушателей.
С 1831 по 1849 года Лерминье занимал кафедру сравнительной истории законодательств в Коллеж де Франс и сначала вызывал в слушателях тот же энтузиазм, но затем, с переходом к консервативным взглядам, — решительную оппозицию, заставившую его прекратить чтения. Попытки возобновить их в 1849 г. привели к новым волнениям, так что он должен был навсегда отказаться от профессорской деятельности.
После серьёзной травмы ноги, перенёс экстренную неудачную хирургическую операцию. Через две недели ногу пришлось ампутировать. Умер от начавшейся гангрены.

## Творчество
Главное из сочинений Лерминье: «Introduction générale à l’histoire du droit» (Брюссель, 1830), имеющее целью, по словам автора, «пробудить чувство права, в отличие от законодательства, и показать, что право содержит в себе как философский, так и исторический элементы». Последовательному освещению роли этих элементов в правообразовании посвящены и следующие его труды:
- «Philosophie du droit» (1831),
- «Histoire des législateurs et des constitutions de la Grèce antique» (1852),
- «De l’Influence de la philosophie du XVIII siècle sur la législation et la sociabilité du XIX s.» (Брюссель, 1834),
- «Etudes d’histoire et de philosophie»,
- «Cours d’histoire romaine, depuis Auguste jusqu’a Commode».

Лерминье был хорошо знаком с немецкой юридической литературой, обзорам которой посвящён ряд его специальных трудов. Публицистические труды представлены: «Au delà du Rhin, ou de l’Allemagne depuis madame de Staël»; «Dix ans d’Enseignement»; «Lettres philosophiques à un Berlinois» и др.